# Jesse Mensah
Jesse Mensah (Amsterdam, 9 november 1993) is een Nederlands acteur.
Hij heeft een Ghanese vader en Nederlandse moeder. Hij omschreef zichzelf als een verlegen maar springerig jongetje.
Hij kreeg zijn opleiding aan een aantal instituten:
- 1e Montessorischool de Wielewaal (1998-2002)
- Nationale Balletacademie (2002-2008)
- Lucia Marthas Institute for Performing Arts (2008-2010)
- Jazzdans aan de Amsterdamse Hogeschool voor de Kunsten (2010-2012)
- Toneelschool Amsterdam (2012-2016)

In 2020 werd hij genomineerd voor de Louis d'Or voor zijn rol Weg met Eddy Belleguele (Édouard Louis) van Toneelschuur Producties.
In 2021 sloot hij zich aan bij Internationaal Theater Amsterdam.
Hij trad op in de volgende producties (naast gastrollen):
- 2017: King Lear van Toneelmakerij
- 2018/19: Platonov van Theater Utrecht en Zwart water van NNT
- 2020 :film ANNE+ (Max)
- 2021: Verdriet is een ding met veren
- 2021-2022: Judas onder Robert Icke en Age of rage onder Ivo van Hove